# Pierce County, Washington
Pierce County är ett county i delstaten Washington, USA. Den administrativa huvudorten (county seat) är Tacoma. 
Del av Mount Rainier och Mount Rainier nationalpark ligger i countyt, liksom Joint Base Lewis–McChord. 

## Geografi
Enligt United States Census Bureau har countyt en total area på 4 679 km². 4 348 km² av den arean är land och 330 km² är vatten.

### Angränsande countyn
- King County, Washington - nord
- Yakima County, Washington - öst
- Lewis County, Washington - syd
- Thurston County, Washington - väst/sydväst
- Mason County, Washington - väst/nordväst
- Kitsap County, Washington - nord/nordväst

### Orter
- Ashford
- Auburn (delvis i King County)
- Bonney Lake
- Buckley
- Carbonado
- DuPont
- Eatonville
- Edgewood
- Fife
- Fircrest
- Gig Harbor
- Lakewood
- Milton (delvis i King County)
- Orting
- Pacific (delvis i King County)
- Puyallup
- Roy
- Ruston
- South Prairie
- Steilacoom
- Sumner
- Tacoma (huvudort)
- University Place
- Wilkeson